# Malvaviscus
Genre
Malvaviscus est un genre de plantes de la famille des Malvacées.

## Liste d'espèces
Selon BioLib (1 novembre 2023) :
- Malvaviscus arboreus Dill. ex Cav.
- Malvaviscus palmanus Pittier & Donn.Sm.
- Malvaviscus penduliflorus DC.

Selon ITIS (1 novembre 2023) :
- Malvaviscus arboreus Cav.
- Malvaviscus penduliflorus DC.

Selon NCBI (1 novembre 2023) :
- Malvaviscus arboreus Hibiscus malvaviscus L.
- Malvaviscus concinnus Kunth, 1822
- Malvaviscus palmanus Pittier & Donn.Sm., 1897
- Malvaviscus penduliflorus Malvaviscus arboreus var. penduliflorus (DC.) Schery

Selon Tropicos (1 novembre 2023) (Attention liste brute contenant possiblement des synonymes) :
- Malvaviscus acapulcensis Kunth
- Malvaviscus acerifolius C. Presl
- Malvaviscus achanioides (Turcz.) Fryxell
- Malvaviscus arboreus Cav.
- Malvaviscus balbisii DC.
- Malvaviscus brevibracteatus Baker f.
- Malvaviscus brevipes Benth.
- Malvaviscus candidus DC.
- Malvaviscus cokeri Britton ex Coker
- Malvaviscus concinnus Kunth
- Malvaviscus conzattii Greenm.
- Malvaviscus cordatus Balb. ex DC.
- Malvaviscus cuspidatus Turcz.
- Malvaviscus cutteri Standl.
- Malvaviscus drummondii Torr. & A. Gray
- Malvaviscus elegans Linden & Planch.
- Malvaviscus flavidus DC.
- Malvaviscus floridanus Nutt.
- Malvaviscus funckeanus Linden & Planch.
- Malvaviscus grandiflorus Kunth
- Malvaviscus guerkeanus Hieron.
- Malvaviscus hintonii Bullock
- Malvaviscus integrifolius Ulbr.
- Malvaviscus jordan-mottii Millsp.
- Malvaviscus lanceolatus Rose
- Malvaviscus leucocarpus Planch. & Linden ex Triana & Planch.
- Malvaviscus longifolius (A. St.-Hil.) Spach
- Malvaviscus maynensis Huber
- Malvaviscus mollis (Aiton) DC.
- Malvaviscus multiflorus (A. St.-Hil.) Spach
- Malvaviscus oaxacanus Standl.
- Malvaviscus oligotrichus Turcz.
- Malvaviscus palmanus Pittier & Donn. Sm.
- Malvaviscus palmatus Ulbr.
- Malvaviscus palmeri Baker f.
- Malvaviscus penduliflorus DC.
- Malvaviscus pentacarpus DC.
- Malvaviscus pilosus (Sw.) DC.
- Malvaviscus pleurantherus DC.
- Malvaviscus pleurogonus DC.
- Malvaviscus poeppigii (Spreng.) G. Don
- Malvaviscus populifolius C. Presl
- Malvaviscus populneus (L.) Gaertn.
- Malvaviscus pringlei Baker f. ex Rob. & Greenm.
- Malvaviscus pulvinatus A. Rich.
- Malvaviscus rivularis Brandegee
- Malvaviscus sagraeanus A. Rich.
- Malvaviscus sepium Schltdl.
- Malvaviscus spathulatus Garcke ex Otto & A. Dietr.
- Malvaviscus speciosus Linden & Planch.
- Malvaviscus ulei Ulbr.
- Malvaviscus urticifolius (C. Presl) Fryxell
- Malvaviscus velutinus Triana & Planch.
- Malvaviscus williamsii Ulbr.